# Connolly Basin
Connolly Basin – krater uderzeniowy w Australii Zachodniej. Skały tego krateru są widoczne na powierzchni ziemi.
Krater ma średnicę 9 km, powstał nie dawniej niż 60 milionów lat temu (paleocen), w skałach osadowych. Leży na Pustyni Gibsona, jest wypełniony młodszymi osadami. Dno basenu Connolly jest generalnie płaskie, koryta strumieni układają się radialnie w kierunku centrum, co wskazuje na obniżanie się terenu ku środkowi basenu. Wzniesienie centralne tworzy pierścień piaskowców o średnicy 1 km. Obrzeże krateru wznosi się ok. 30 m ponad otoczenie.